# Dragon Ball Z: Gekitotsu!! Hyaku-Oku Power no Senshi-tachi
Dragon Ball Z: Sự trở lại của Cooler (ドラゴンボールZ 激突!!100億パワーの戦士たち Doragon Bōru Zetto Gekitotsu!! Hyaku-Oku Pawā no Senshi-tachi) là bộ phim Dragon Ball Z thứ 6 trong loạt. Được sản xuất tại Nhật Bản vào ngày 7 tháng 3 năm 1992 và tại Hoa Kỳ ngày 13 tháng 8 năm 2002.

## Lồng tiếng
| Nhân vật     | Lồng tiếng (Tiếng Nhật) | Lồng tiếng (Tiếng Anh) |
| ------------ | ----------------------- | ---------------------- |
| Goku         | Nozawa Masako           | Sean Schemmel          |
| Gohan        | Nozawa Masako           | Stephanie Nadolny      |
| Piccolo      | Furukawa Toshio         | Christopher Sabat      |
| Krillin      | Tanaka Mayumi           | Sonny Strait           |
| Vegeta       | Horikawa Ryo            | Christopher Sabat      |
| Master Roshi | Miyauchi Kôhei          | Mike McFarland         |
| Oolong       | Tatsuta Naoki           | Bradford Jackson       |
| Yajirobe     | Tanaka Mayumi           | Mike McFarland         |
| Dende        | Suzuki Tomiko           | Laura Bailey           |
| Mr. Popo     | Nishio Toku             | Christopher Sabat      |
| Moori        | Azusa Kinpei            | Christopher Sabat      |
| Cooler       | Nakao Ryuusei           | Andrew Chandler        |
| Narrator     | Yanami Joji             | Kyle Hebert            |

## Âm nhạc
- OP (Opening Theme)
  1. "CHA-LA HEAD-CHA-LA"
    - Lời: Mori Yukinojō, Nhạc: Kiyoka Chiho, Arrangement: Yamamoto Kenji, Thể hiện: Kageyama Hironobu
      - Lời bài hát
- ED (Ending Theme)
  1. HERO(キミがヒーロー) (HERO (Kimi ga Hīrō) Hero (You're The Hero)?)
    - Lời: Satō Dai, Nhạc: Kiyoka Chiho, Arrangement: Yamamoto Kenji, Thể hiện: KageyamaHironobu & Yuka
      - Song Lyrics